# Durango (Colorado)
Durango és una població dels Estats Units, seu del comtat de La Plata, a l'estat de Colorado. Segons el cens del 2000 tenia 13.922 habitants.

## Demografia
Segons el cens del 2000, Durango tenia 13.922 habitants, 5.492 habitatges, i 2.603 famílies. La densitat de població era de 792,8 habitants per km².
Per edats la població es repartia de la següent manera: un 16,6% tenia menys de 18 anys, un 26,1% entre 18 i 24, un 27,2% entre 25 i 44, un 19,4% de 45 a 60 i un 10,7% 65 anys o més.
L'edat mediana era de 29 anys. Per cada 100 dones de 18 o més anys hi havia 103,8 homes.
La renda mediana per habitatge era de 34.892 $ i la renda mediana per família de 50.814 $. Els homes tenien una renda mediana de 31.812 $ mentre que les dones 25.022 $. La renda per capita de la població era de 19.352 $. Entorn del 7,3% de les famílies i el 17,2% de la població estaven per davall del llindar de pobresa.

## Esports
En 1990 s'hi va celebrar el primer Campionats del Món de ciclisme de muntanya i trial.

## Poblacions més properes
El següent diagrama mostra les poblacions més properes.